# Коукал мадагаскарський
Коука́л мадагаскарський (Centropus toulou) — вид зозулеподібних птахів родини зозулевих (Cuculidae). Мешкає на Мадагаскарі та на Сейшельських Островах.

## Опис

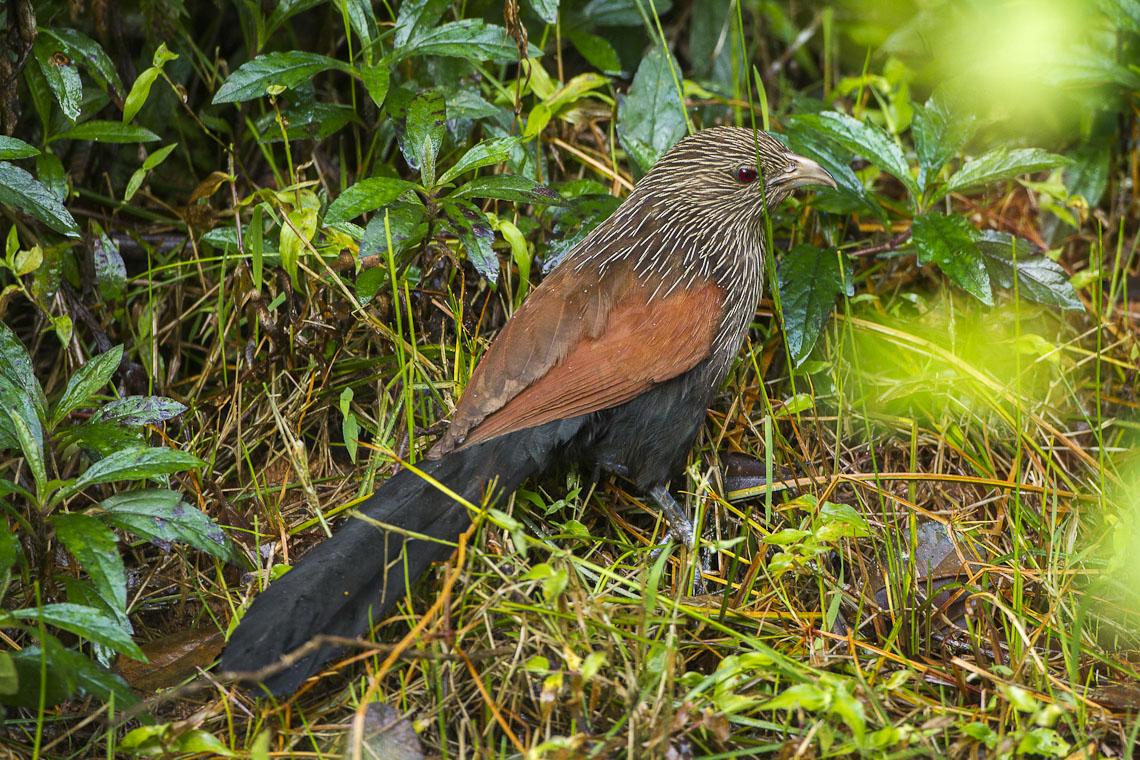
Мадагаскарський коукал під час негніздового періоду

Довжина птаха становить 40-50 см, самці важать 117-139 г, самиці 131-189 г. Під час сезону розмноження забарвлення переважно чорне, бликуче, з темно-оливково-зеленим відблиском, за винятком коричневих кінчиків крил і рудувато-коричневої нижньої частини спини. Під час негніздового періоду голова, шия і горло коричневі, поцятковані кремовими смужками, крила рудувато-коричневі, покривні пера крил чорні зі світлими смужками, хвіст чорнувато-коричневий, легко поцяткований світлими смужками, живіт чорнувато-коричневий. Райдужки червоні, дзьоб чорний під час сезону розмноження, блідий під час негніздового періоду, лапи сірі або чорнуваті.

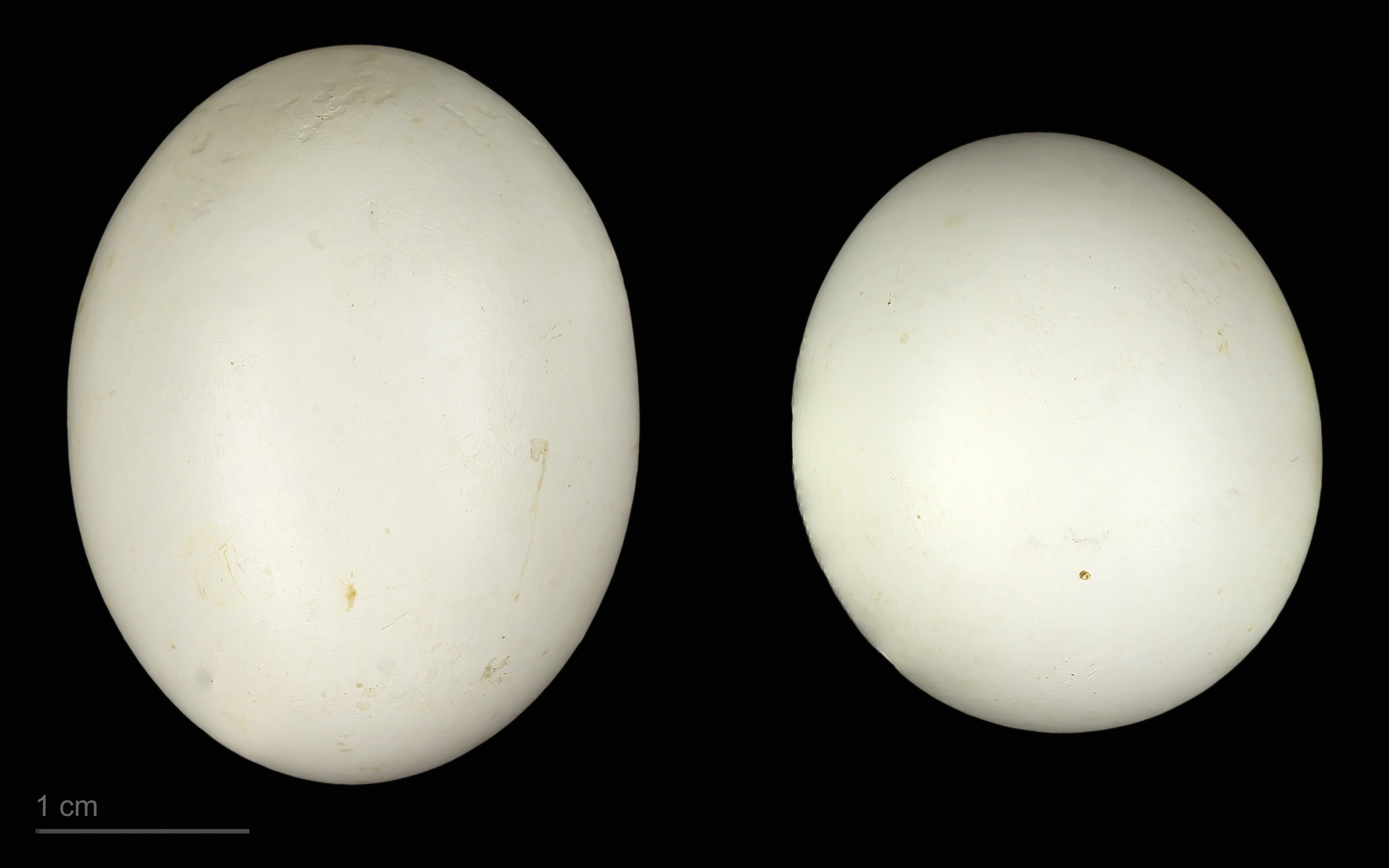
яйце Centropus toulou - Тулузький музей

## Підвиди
Виділяють три підвиди:
- C. t. toulou (Müller, PLS, 1776) — острів Мадагаскар;
- C. t. insularis Ridgway, 1894 — атол Альдабра;
- †C. t. assumptionis Nicoll, 1906 — острів Успіння.

## Поширення і екологія
Мадагаскарські коукали мешкають на Мадагаскарі та на острові Альдабра. Раніше вони мешкали також на острові Успіння, однак вимерли; востаннє їх спостерігали там у 1906 році. Мадагаскарські коукали живуть в підліску вологих рівнинних тропічних лісів, на узліссях і галявинах, в пальмових гаях, в очеретяних заростях, на луках і болотах, в мангрових заростях, на рисових полях і в садах. Зустрічаються на висоті до 1800 м над рівнем моря. Вони живляться комахами, павуками, равликами та іншими безхребетними, а також геконами, сцинками, хамелеонами і грузунами, яких вони вбивають міцним ударом дзьоба, після чого ковтають. Мадагаскарські коукали відривають шматки кори, що відшарувалися, в пошуках ящірок або іншої здобичи. Були зафіксовані випадки, коли мадагаскарські коукали розорювали гнізда птахів, поїдаючи яйця і пташенят.
Сезон розмноження триває з вересня по січень. Гніздо велике, куполоподібне з бічним входом, розміщується серед густої рослинності в кілької метрах над земле. В кладці 2-3 (іноді 4-5) білих яєць. Інкубаційний період триває 15 днів, насиджує переважно самець. Пташенята покидають гніздо через 19 днів після вилуплення.